# Брахмавайварта-пурана
«Брахмавайва́рта-пура́на» (санскр. ब्रह्मवैवर्तपुराणम्, IAST: brahmavaivarta purāṇa) — священный текст индуизма на санскрите, одна из восемнадцати основных Пуран. «Брахмавайварта-пурану» излагает ведийский риши Сута Госвами собранию мудрецов в лесу Наймишаранья. Она разделена на четыре части. В первой части рассказывается о сотворении вселенной и всех живых существ. Во второй части, «Пракрити-кханде», описываются различные богини (или шакти), являющиеся вополощениями Пракрити. Третья часть, «Ганеша-кханда», в основном посвящена описанию жизни и деяний Ганеши, а последняя часть, «Кришнаджанма-кханда», содержит жизнеописание Кришны.
Одной из особенностей «Брахмавайварта-пураны» является то, что Кришна представлен здесь не просто как аватара Вишну, но как Всевышний, Верховный Бог, Парабрахман, чья вечная обитель это Голока и кто вместе с Расешвари (Радхой) является источником мироздания. Во всех Ведах и других писаниях упоминается, что Парабрахман — это изначальный Верховный Бог, Абсолютная Истина, но в этой Пуране конкретно говорится, что этот Верховный Бог — Кришна. В «Брахмавайварта-пуране» также утверждается, что Кришна является изначальным источником тримурти — Брахмы, Вишну и Шивы, которые ответственны за сотворение, поддержание и разрушение вселенной.